# Niebyła (województwo małopolskie)
Niebyła – wieś w Polsce położona w województwie małopolskim, w powiecie krakowskim, w gminie Skała przy drodze wojewódzkiej nr 794.
W latach 1975–1998 miejscowość położona była w województwie krakowskim.
Inne miejscowości o nazwie Niebyła: Niebyła